# 8066 Poldimeri
8066 Poldimeri este un asteroid din centura principală de asteroizi.

## Descriere
8066 Poldimeri este un asteroid din centura principală de asteroizi. A fost descoperit pe 6 august 1980 la Observatorul La Silla de Richard M. West. El prezintă o orbită caracterizată de o semiaxă mare de 3,18 ua, o excentricitate de 0,10 și o înclinație de 10,5° în raport cu ecliptica.